# MKER
O MKER (em russo:  МКЭР, Многопетлевой Канальный Энергетический Реактор: Mnogopetlevoy Kanalynyi Energeticheskiy Reaktor, tradução: reator de canaletas a presão multi-looping), é um desenvolvimento do reator nuclear RBMK. Ele é um desenvolvimento russo de reatores de terceira geração.

## Funcionamento
O MKER é um reator de tubo de pressão com modernos recursos de segurança, incluindo sistemas de contenção e de segurança passiva. O combustível pode ser manipulado enquanto o reator está em operação, melhorando a eficiência de combustível e o fator capacidade como  um todo. Injetores verticais promovem uma fluxo natural de convecção de água leve do circuito primário através de canais embutidos no núcleo do reator. Blocos de grafite no núcleo do reator servem como um moderador de nêutrons.
Existem três tipos diferentes de MKER: o MKER-800, MKER-1000 e MKER-1500. Nenhum MKER de qualquer tipo ainda foi concluída.

## MKER-800
O MKER-800 tem uma capacidade de geração elétrica de 800 MW. Um processo automatizado de controle do sistema para a MKER-800 está em desenvolvimento em um projeto conjunto da Westinghouse com a NIKIET. os planos para o MKER-800 permanecem inacabadas. Quatro unidades MKER-800 foram originalmente planejadas para a Usina Nuclear de Leningrado.

## MKER-1000
O MKER-1000 tem uma potência térmica de 2845 MWth e  elétrica de 1.000 MW. Há quatro circuitos e 1.832 elementos combustíveis no núcleo do reator. O material físsil total no reator é de 163 toneladas. Principais conjuntos são produzidos pelo Izhorsky Zavod em são Petersburgo, e o fornecedor é o Leningradsky Metallichesky Zavod. Edifício principal e a contenção do reator é projetado pela Atomenergoproekt. O MKER destina-se a substituir diretamente os RBMK existentes na produção de calor, eletricidade e isótopos médicos.
O edifício do reator da MKER consiste em uma dupla estrutura de contenção com um diâmetro interno de 27,75 metros. Um forro interno destinado a evitar o vazamento de material radioativo para a atmosfera pode suportar pressões internas de 2,5 bar. Proteção contra danos externos é fornecido por uma parede de concreto exterior. As duas estruturas são independentes e fisicamente separados um do outro em uma base comum. Danos de um terremoto de {\displaystyle } 8 devem ser contidos por esta estrutura.
O controle automático é parte integrante do projeto do MKER. Localizado entre o prédio do reator e o local das turbinas, está a sala de controle que supervisiona o sistema de controle automático e os vários sistemas de segurança da usina. Ele ocupa uma localização central protegida, minimizando a possibilidade de danos ou o comprometimento da estrutura.
O MKER-1000 core inclui o reator do tubo de pressão e oito bombas injetoras de refrigeração. Existem vários circuitos de refrigeração com 16 circuitos independentes, dois circuitos de compartilhamento de uma bomba cada um. Com uma capacidade térmica total de de 3.000 MWth, geração elétrica de 1.000 MW, acrescido de um adicional de 130 MW de energia térmica para aquecimento podem ser obtidos. O projeto especificado é uma turbina do tipo K-1000-6, 1 / 3000 com 3000 rpm e um alternador de tipo TZV-1100-2UZ. Tanto resfriamento evaporativo como ciclo de resfriamento com variações têm sido propostos.
Dióxido de urânio pouco enriquecido com concentrações de 2,0 a 2,4% de U-235 equivalência será usado como combustível. Os elementos combustíveis são alterados usando um guindaste controlado por controle remoto e barras de combustível consumidas teriam de passar por até cinco anos na piscina refrigeração do reator, antes de serem reprocessadas. O contínuo ciclo de abastecimento traz um benefício; hastes individuais podem ser mantidos por mais tempo do reator, em vez de serem trocados em massa como necessário na maioria dos projetos de PWR .

## MKER-1500
Uma outra proposta de desenvolvimento do MKER é o MKER-1500 ou RBMK-1500, com a correspondente capacidade de geração de energiade 1500 MW. Transferência de calor do núcleo do reator foi melhorado no novo design, com loops principais divididos em quatro circuitos independentes. O diâmetro dos tubos de refrigeração é ampliado para 600 mm e a configuração da bomba injetora é ampliada. Circuitos de refrigeração são realocados abaixo o confinamento. O MKER-1500 também foi proposto também a Usina Nuclear de Leningrado.